# Little Manitou Lake
Little Manitou Lake är en sjö i Kanada.   Den ligger i provinsen Saskatchewan, i den sydöstra delen av landet, 2 300 km väster om huvudstaden Ottawa. Little Manitou Lake ligger 503 meter över havet. Arean är 13,4 kvadratkilometer.
Trakten runt Little Manitou Lake består till största delen av jordbruksmark. Runt Little Manitou Lake är det mycket glesbefolkat, med 3 invånare per kvadratkilometer.